# Teatro 10
«Teatro 10» — итальянское развлекательное шоу (варьете), транслировавшееся на телеканале Programma Nazionale.
Съёмки программы проходили в театре Teatro delle Vittorie в Риме.

## История
Первый сезон, состоящий из четырёх эпизодов вышел в эфир 26 сентября 1964 года. Ведущим стал Лелио Луттацци, авторами программы выступили Франческо Луци и Антонио Амурри. Среди выступающих были в основном исполнители-дебютанты, в том числе певица Диди Балбони. Последний выпуск вышел 17 октября 1964 года.
Следующий сезон вышел только через семь лет, 13 марта 1971 года. Ведущим пригласили актёра Альберто Лупо, который ранее вёл один из выпусков похожей программы «Канцониссима». В качестве соведущей присутствовала актриса Минни Миноприо. Режиссёром стал Антонелло Фалькуи, композитором выступил Джанни Ферио, авторами — Джанкарло Дель Ре и Лео Кьоссо.
На этот раз в программе принимали участие по большей части уже известные артисты, в том числе и зарубежные (Мирей Матьё, Bee Gees, Элис Режина, Джеймс Браун, Ширли Бэсси). Всего в эфир было выпущено семь эпизодов, последний из которых вышел 1 мая 1971 года.
Третий сезон шоу выходил в эфир с 11 марта по 14 мая 1972 года и состоял из восьми эпизодов. В качестве ведущего вновь был приглашён Альберто Лупо, а в соведущие ему досталась певица Мина.
Среди выступающих были в основном итальянские артисты, но были и приглашённые гости, в частности артисты балета Карла Фраччи и Владимир Васильев, органист Фернандо Джермани и композитор Лучо Баттисти.
В одном из выпусков этого сезона впервые прозвучала песня «Parole parole» в исполнении Мины и Альберто Лупо, которая стала настоящим хитом (и способствовала поднятию рейтингов шоу, вследствие чего песня была исполнена на бис но уже в дуэте с Адриано Челентано).
Несмотря на то, что передача получила неоднозначные отзывы от телекритиков, телезрители тепло приняли шоу и, как выяснилось, ожидали в 1973 году новый сезон, однако съёмки так и не возобновились.